# Horbourg-Wihr
Horbourg-Wihr je občina v departmaju Haut-Rhin francoske regije Alzacija.
Leta 2012 je v občini živelo 5.243 oseb oz. 557 oseb/km².